# Foxy Brown
 Foxy Brown és un thriller blaxploitation estatunidenc dirigit per Jack Hill, estrenat el 1974. Ha estat doblada al català.

## Argument
Foxy Brown vol venjar el seu promès (agent del govern) mort per un gàngster.

## Repartiment
- Pam Grier: Foxy Brown
- Antonio Fargas: Link Brown
- Peter Brown: Steve Elias
- Terry Carter: Michael Anderson
- Kathryn Loder: Katherine Wall
- Harry Holcombe: el jutge Fenton
- Sid Haig: Hays
- Juanita Brown: Claudia
- Sally Ann Stroud: Deb
- Bob Minor: Oscar
- Tony Giorgio: Eddie
- Fred Lerner: Bunyon
- Judith Cassmore: Vicki
- H.B. Haggerty: Brandi
- Boyd 'Red' Morgan: Slauson
- Robert Nadder: Químic
- Brenda Venus: Jennifer
- Kimberly Hyde: Arabella
- Jon Cedar: El Doctor Chase
- Ed Knight: Adams
- Esther Sutherland: la infermera Crockett

## Banda original
- Foxy Brown Soundtrack estrenada a Motown 1974 de Willie Hutch de 32:20 min.[3]

1. Chase 2:31
2. Theme of Foxy Brown	2:24
3. Overture of Foxy Brown 0:57
4. Hospital Prelude of Love Theme 2:50
5. Give me some of that Good Old Love 3:42
6. Out There 2:42
7. Foxy Lady 4:02
8. You Sure Know How to Love Your Man 3:50
9. Have You Ever Asked Yourself Why (All About Money Game) 3:25
10. Ain't That (Mellow, Mellow)	2:58
11. Whatever You Do (Do It Good) 3:03